# Sclerolaena limbata
Sclerolaena limbata là loài thực vật có hoa thuộc họ Dền. Loài này được (J. Black) Ulbr. miêu tả khoa học đầu tiên năm 1934.